# Aeroporto de Jönköping
O Aeroporto de Jönköping (em sueco:  Jönköpings flygplats e em inglês:  Jönköping Airport; código IATA: JKG, código ICAO: ESGJ) está localizado a 8 km a oeste da cidade de Jönköping, na província da Småland na Suécia.